# Argences
Argences er en kommune i departementet Calvados i regionen Basse-Normandie i det nordvestlige Frankrig.
Argences ligger 15 km fra Caen. Indbyggerne kaldes Argençais.

## Historie
I 989 gav hertug Richard 1. af Normandiet klosteret i Fécamp sognene Mondeville og Argences. Herefter blev Mondeville forvaltet som et kirkeligt len af baroniet i Argences.
I hertugtiden var vinene fra Argences berømte.

## Eksterne kilder
- Argences på l'Institut géographique national Arkiveret 11. marts 2007 hos  Wayback Machine